# Pedicularis elegans
Pedicularis elegans är en snyltrotsväxtart som beskrevs av Michele Tenore. Pedicularis elegans ingår i släktet spiror, och familjen snyltrotsväxter. Inga underarter finns listade i Catalogue of Life.